# Zaton (żupania zadarska)
Zaton – wieś w Chorwacji, w żupanii zadarskiej, w mieście Nin. W 2011 roku liczyła 580 mieszkańców.